# Catopyrops florinda
Espèce
Catopyrops florinda est une espèce de papillons de la famille des Lycaenidae, de la sous-famille des Polyommatinae.

## Dénominations
Catopyrops florinda a été nommé par Arthur Butler en 1877.
Synonyme : Lampides florinda (Butler, 1877)

### Sous-espèces
- Catopyrops florinda florinda
- Catopyrops florinda estrella (Waterhouse et Lyell, 1914) présent en Australie
- Catopyrops florinda halys (Waterhouse, 1934)[2]
- Catopyrops florinda parva Tite, 1963[1].

### Noms vernaculaires
Catopyrops florinda estrella se nomme Speckled Line Blue en anglais.

## Description
C'est un petit papillon au dessus marron clair à violacé et au verso beige orné d'une tache orange proche de la marge anale. Il a une queue.

## Biologie

### Plantes hôtes
Les plantes hôtes sont Celtis sinensis, Trema cannabina, Caesalpinia.

## Écologie et distribution
Il est présent dans toute l'Australasie, en Australie et dans les iles du Pacifique.

### Biotope
Présent en nombre en forêt